# Arak
Se også arak (drik)
Arak er en by i det nordvest-centrale Iran med  knap 500.000 indbyggere (pr. 2011). Byen er hovedstad i provinsen Markazi og er en af de største industribyer i Iran.